# Catânia (província)
A província de Catânia (em italiano:  Catania) é uma província italiana da região de Sicília com cerca de 1 040 547 habitantes, densidade de 293 habitantes por quilómetro quadrado. Está dividida em 58 comunas, sendo a capital Catânia.
Faz fronteira a norte com a província de Messina, a este com o Mar Jónico, a sul com a província de Siracusa e com a província de Ragusa e a oeste com a província de Caltanissetta e com a província de Enna.